# Železnô
Železnô je malá osada v Nízkých Tatrách, součást obce Partizánska Ľupča v okrese Liptovský Mikuláš.
Nachází se v horní části Ľupčianské doliny v nadmořské výšce 970 m při silnici mezi Partizánskou Ľupčou a Liptovskou Lúžnou.
V osadě vyvěrá minerální pramen a nachází se v ní dětská ozdravovna.